# Zeltnera wigginsii
Zeltnera wigginsii là một loài thực vật có hoa trong họ Long đởm. Loài này được (Broome) G. Mans. mô tả khoa học đầu tiên năm 2004.